# Malmerfelt
Malmerfelt är en svensk adelsätt från Umeå, Västerbotten.
Stamfader för ätten är Moses Andersson som var borgare och handelsman i Umeå. Han var gift med Anna Grubb, en syster till Nils Grubb, och blev far till Olof Malmer, lagman och landshövding, gift 1725 med Anna Christina Cederborg. Olof Malmer adlades den 19 september 1743 med namnet Malmerfelt, skrev sig till Norrby, Österby och Söderby, och introducerades 8 november 1746 som ätt nr. 1878. Originalsköldebrevet i privat ägo.